# مورينو لونجو
مورينو لونجو (بالإيطالية: Moreno Longo)‏ (14 فبراير 1976 بتورينو في إيطاليا - ) هو مدرب كرة قدم ولاعب كرة قدم إيطالي في مركز الدفاع. شارك مع منتخب إيطاليا تحت 18 سنة لكرة القدم ومنتخب إيطاليا تحت 21 سنة لكرة القدم. أما مع النوادي، فقد لعب مع كييفو فيرونا ونادي ألساندريا ونادي برو فيرتشيلي ونادي تورينو ونادي كالياري ونادي لوكيزي ونادي تيرامو.

## وصلات خارجية
- مورينو لونغو على موقع قاعدة بيانات كرة القدم.إي يو (الإنجليزية)
- مورينو لونغو على موقع عالم كرة القدم.نت (الإنجليزية)